# Prudencio Muguruza
Prudencio Muguruza, también conocido como Pruden Muguruza (Vitoria, Álava, 1 de febrero de 1956) es un banquero, investigador, escritor y ufólogo español. Actualmente trabaja como presentador de un programa de televisión sobre parapsicología [cita requerida]. Muguruza ha hecho una demostración de reciclaje profesional: de empleado de banca a ufólogo, de ufólogo a parapsicólogo y de parapsicólogo a tarotista.
Muguruza saltó a la fama por fotografiar un extraño fenómeno que ocurrió en el pueblo de Ochate el 24 de julio de 1981.

## Biografía
Muguruza dejó la entidad bancaria en la que trabajaba y, durante la década de 1980, se dedicó a organizar saraos paranormales en Vitoria, donde llegó a abrir una librería esotérica y era el experto local en ovnis habitualmente consultado por los medios. Además en esos años presentó y dirigió un programa de radio titulado Entre Dos Mundos, el cual tuvo mucho éxito en la ciudad de Vitoria. Es más, en ese mismo programa se inició el famoso Iker Jiménez, ya que con sólo 12 años acudió a hablar en él.
En enero de 1982 se publicó en portada de la revista Mundo Desconocido un fondo azul donde se veía una nube brillante que Juan José Benítez convirtió en una nave extraterrestre bajo el titular de Ovni de Treviño. En abril de 1982 se realizó un reportaje firmado a Muguruza en la misma revista hablando sobre la foto tomada en enero. Muguruza vendió la imagen por 500.000 pesetas a una industrial que hizo pósteres con ella. En cuestión de tres meses, pasó de testigo de un caso ovni a ser el autor de un reportaje sobre un pueblo maldito en la principal revista esotérica de la época.
En su primer reportaje, titulado Luces en la Puerta Secreta, contaba que Ochate sufrió tres epidemias concentradas en ese lugar. En 1860 azotó la viruela; en 1864 azotó el tifus, y el cólera mató a todos sus habitantes menos a tres, que huyeron de la aldea. Desde entonces, según Muguruza, allí ocurrían cosas extrañas. Es lo que todavía sostienen algunos videntes, ufólogos y parapsicólogos que acuden al lugar a grabar psicofonías. Sin embargo, no hay ninguna prueba de que Ochate sufriera las epidemias citadas por Muguruza en Mundo Desconocido y por Iker Jiménez en su libro Enigmas sin resolver (1999) y en una entrevista realizada en Cuarto Milenio.
Desde que el presunto enigma surgió de la nada en la revista Mundo Desconocido, los historiadores dicen que los documentos sobre los que se basa el misterio de este pueblo, y que Muguruza dice haber consultado, no existen. Sí hay constancia de que la aldea estuvo habitada hasta que se despobló ya entrado el siglo XX, como otros tantos núcleos rurales españoles.
Posteriormente, desvió su carrera hacia la parapsicología. El 16 de diciembre de 1992, el periodista Luis Alfonso Gámez se encontró con él por última vez antes de aparecer en la televisión. Muguruza le dijo lo siguiente, entre otras cosas:

Los extraterrestres nos visitan, aunque no podamos entenderlo.

Durante una entrevista en un hotel bilbaíno que se publicó en las páginas del diario El Correo, comentó que le iba bien con la parapsicología.
En 2011, treinta años después del nacimiento de la leyenda negra de Ochate, Muguruza adelantó a Luis Miguel Ortega Gil, miembro del Círculo Escéptico, que coincidieron en un debate en el programa de sobremesa de ETB2, Ni más ni menos, en contar la verdadera historia del pueblo maldito en un libro que publicó a finales de ese mismo año.
Posteriormente en el año 2015 publicó su primera novela, titulada La verdad de Ochate, el pueblo maldito que está publicada única y exclusivamente en la plataforma Amazon.

## Fenómeno en Ochate

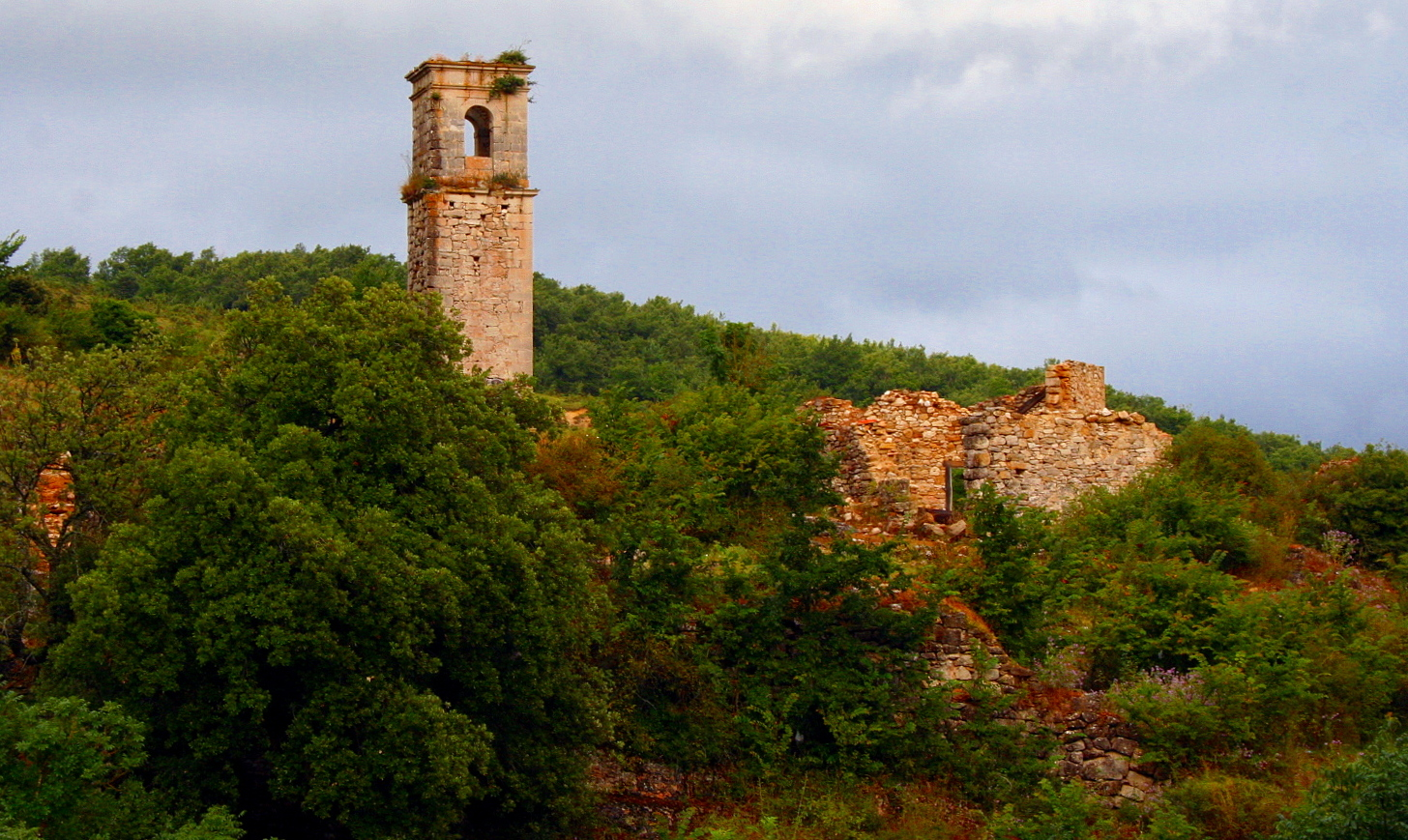
Ruinas del pueblo de Ochate

Durante más de 100 años, Ochate se vio envuelto en un silencio absoluto hasta que el 24 de julio de 1981, Prudencio Muguruza consiguió fotografiar una gigantesca esfera de color blanco que parecía impactar contra la torre que se erige sobre Ochate.
Prudencio Muguruza estaba paseando una noche junto a su perro en los alrededores de Ochate, en una explanada muy grande, donde notó un fogonazo. Curiosamente, el perro, antes de que se produjera el fogonazo, estaba inquieto: gemía, le arañaba, se le subía a las piernas… Obviamente, lo primero que pensó fue que había olfateado algún animal salvaje, pero fue en cuestión de segundos cuando se iluminó todo de luz en la explanada y cuando miró hacia arriba, vio una enorme esfera, y detrás de la esfera se encontraba Ochate. Hasta pasados unos años, Muguruza no sabía que había un pueblo con ese nombre.

## Repercusiones
Varias universidades españolas, entre ellas la Universidad de Bilbao, realizaron un informe completo, a petición del periodista Juan José Benítez, sobre qué podía haber detrás de esa esfera lumínica, si hay algo físico o algo material. Nadie pudo saberlo, ni siquiera los especialistas que han redactado el informe.
Otro gran secreto fue lo que ocurrió después, ya que esa luz fue como una llamada a Prudencio, que le hizo indagar en la historia de Ochate.
Curiosamente, los primeros informadores sobre la historia del pueblo fueron las amigas de su abuela, que eran de allí. Pasaron dos meses cuando los primeros testimonios llegaron de una anciana de unos 90 años.

Pues allá, de donde has visto esa luz, al otro lado están las ruinas del pueblo maldito. Allá murieron todos hace ya unos cuantos años, por allá nadie se acerca.

A partir de entonces fue cuando empezó a indagar e investigar. Después de sus investigaciones, la gente acudió en masa a Ochate, un fenómeno increíble.
Muguruza, al igual que muchas otras personas, fue testigo de escuchar el latido de un corazón e incluso apariciones, sombras y siluetas que hacían alusión a una dama o a un monje con capucha que se desplazaba. Todo eso ocurrió en la ermita. También fue testigo de un hecho muy peculiar, pero por desgracia aquel día no portaba ninguna cámara de fotos. Se asomó a lo alto de la ermita y contempló las ruinas de Ochate. Todo el pueblo estaba iluminado con un manto de luz, un total de miles de luciérnagas.
En sus muchas expediciones a otros lugares de Europa, nunca había visto un lugar con una cantidad de plantas venenosas tan concentradas como en Ochate.

## Descubrimiento de las tumbas
Lo que es realmente inquietante es cómo descubrió Muguruza una necrópolis en la ladera de una montaña en los alrededores de Ochate. Dentro de las numerosas visitas que hacía al pueblo, descubrió una tarde, entre la maleza de una ladera, unas piedras con una forma muy extraña que no la podía haber realizado la naturaleza. Con una azada comenzó a excavar día tras día hasta que aparecieron unas tumbas con la forma del cuerpo humano, específicamente la forma de unos niños o de seres muy pequeños.
Desgraciadamente, no pudo encontrar ninguna explicación sobre ello debido a que toda la información acerca del pueblo se quemó en un incendio ocasionado en el obispado años antes.